# Euodynerus cylindriventris
Euodynerus cylindriventris är en stekelart som först beskrevs av Kostylev 1935.  Euodynerus cylindriventris ingår i släktet kamgetingar, och familjen Eumenidae. Inga underarter finns listade i Catalogue of Life.